# Advocacia-Geral da União
Advocacia-Geral da União (AGU) é a instituição responsável pela representação, fiscalização e controle jurídicos da União e da República Federativa do Brasil, bem como pela proteção do patrimônio público contra terceiros ou contra os ocupantes do Governo. Exerce, juntamente com a Procuradoria-Geral da Fazenda Nacional, a Procuradoria-Geral Federal e a Procuradoria-Geral do Banco Central, a Advocacia Pública em âmbito federal, o que lhe atribui a representação de todos os poderes da União na esfera judicial ou extrajudicial, cobrança da Dívida Ativa da União, bem como o exercício de atividades de consultoria e assessoramento jurídico no âmbito do Poder Executivo Federal. Além disso, também representa o Brasil perante a justiça de outros países e organismos e jurisdições internacionais. É prevista constitucionalmente como função essencial à justiça (art. 131), ao lado do Ministério Público, da Defensoria Pública e da advocacia privada.
Era integrada, inicialmente, por três carreiras: os Advogados da União, os Assistentes Jurídicos e os Procuradores da Fazenda Nacional. A lei, posteriormente, incorporou a carreira de Assistente Jurídico à carreira de Advogado da União, deixando a instituição com duas carreiras. Foram criados ainda órgãos vinculados: a Procuradoria-Geral Federal, integrada pelos Procuradores Federais, e a Procuradoria-Geral do Banco Central, integrada pelos Procuradores do Banco Central. Os membros e seus órgãos vinculados ocupam cargos efetivos providos mediante concurso público de provas e títulos.
A instituição é chefiada pelo Advogado-Geral da União cujo cargo é de livre nomeação pelo Presidente da República e goza do status de Ministro de Estado, devendo ser ocupado por pessoa maior de 35 anos de idade, conforme prevê o art. 131, §1º da CF/88.

## Constituição de 1988
Até o advento da Constituição de 1988, o Brasil adotava um sistema similar àquele de países como os Estados Unidos da América: a representação jurídica do Estado era atribuída ao Ministério Público, que a acumulava com suas demais competências. A União, portanto, era representada pelo Ministério Público Federal, enquanto os Estados tinham sua representação jurídica pelo Ministério Público Estadual. Assim, a advocacia lato sensu era dividida entre Advocacia Privada, Ministério Público e Defensoria Pública.
A Procuradoria da Fazenda Nacional, nos moldes trazidos pelo Decreto-Lei nº 147/1967, exercia tão somente funções administrativas, no âmbito do Ministério da Fazenda. Entretanto, o processo de redemocratização do Brasil passou a demandar progressivamente mais do órgão, bem como reivindicava uma maior fiscalização do Estado.
Assim, sob pressão de alguns setores da sociedade, a Constituição Federal de 1988 superou o modelo clássico de tripartição do Estado, instituindo as Funções Essenciais à Justiça, em seus artigos 127 a 135. Tais funções devem ostentar elevado grau de independência dos demais poderes, tendo como responsabilidade precípua o livre trânsito e fiscalização de seu funcionamento, remetendo-se a ramificações do clássico instituto do Ombudsman. Constituem subdivisões do que se convencionou chamar de advocacia lato sensu.
Criou-se, dentre estas funções, a Advocacia Pública (ou Procuratura Pública), adotando-se o sistema italiano de procuraturas. Nesse sistema, a advocacia lato sensu passou a se dividir em quatro:
- Procuratura da sociedade: Ministério Público em sentido estrito (artigos 127 a 130-A da Constituição);
- Procuratura do Estado: Advocacia Pública (artigos 131 e 132 da Constituição);
- Procuratura de interesses privados: Advocacia Privada (art. 133 da Constituição);
- Procuratura dos hipossuficientes: Defensoria Pública (artigos 134 e 135 da Constituição).[3]

Neste sentido, a Advocacia Pública ficou encarregada pelo controle jurídico do Estado e zelo do patrimônio público, o que lhe atrai as mais inúmeras funções. É enxergada, por alguns autores, como um marco divisório limitativo dos interesses políticos dentro da Administração Pública, ou, ainda, a função responsável por impor os limites entre o Governo (temporário e movido por ideologias partidárias) e o Estado (entidade permanente e regida pelo Direito). Assim é que cabe aos procuradores públicos a proteção do Estado contra terceiros e contra o próprio Governo, não permitindo que questões políticas tragam gravames ilícitos ao Estado.
Para desempenho das funções de Advocacia Pública na instância federal, foi criada a Advocacia-Geral da União, à qual cabe a representação e controle jurídicos da União em âmbito nacional e da República Federativa do Brasil em âmbito internacional, bem como a defesa de todos os poderes da União na esfera judicial ou extrajudicial e a consultoria dos órgãos do Poder Executivo Federal.
A Procuradoria da Fazenda Nacional, pois, abandonou a antiga qualidade de mero órgão do Ministério da Fazenda, passando a integrar a Advocacia-Geral da União, ao lado da Procuradoria-Geral da União, enquanto legítima e constitucional parcela da Advocacia Pública, e ficando incumbida da representação e controle jurídicos da União, na ordem interna, e da República Federativa do Brasil, na ordem internacional, em matérias relativas à dívida pública e à Dívida Ativa da União (DAU).

## História
A Advocacia-Geral da União foi criada em 1993, através da lei complementar nº 73, de 10 de fevereiro, tendo nascido da necessidade de distinguir as atribuições de defesa do Estado daquelas de defesa da sociedade e de fiscalização da lei, antes concentradas no Ministério Público. A partir da criação da AGU, o Ministério Público deixou de fazer a representação da União, que costumava ser feita por um órgão denominado Consultoria Geral da República.
O primeiro a ocupar a cadeira de ministro, em caráter permanente, foi Geraldo Magela da Cruz Quintão, após o breve exercício da função por José de Castro Ferreira, Alexandre de Paula Dupeyrat Martins e Tarcísio Carlos de Almeida Cunha. Quintão permaneceu no cargo até 2000, quando o posto vago chegou a ser ocupado interinamente por Walter do Carmo Barletta e por Anadyr de Mendonça Rodrigues, até a nomeação de Gilmar Ferreira Mendes, que permaneceu até 2002, quando foi indicado por Fernando Henrique Cardoso para ocupar a posição de Ministro do Supremo Tribunal Federal.
Durante gestão de Gilmar Mendes à frente da AGU foi criada a Procuradoria-Geral Federal (PGF), que passou a centralizar a representação judicial de centenas de autarquias e fundações federais sob o comando da Advocacia-Geral. Foi neste período também que se criou a carreira de Procurador Federal, congregando uma série de quadros existentes em órgãos da administração indireta da União, como de procuradores autárquicos, advogados autárquicos e assistentes jurídicos.

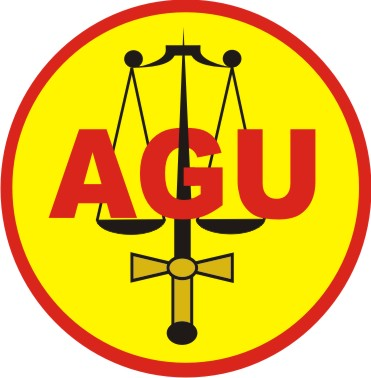
Primeira logomarca da AGU

Depois da saída de Gilmar Mendes, José Bonifácio Borges de Andrada assumiu o cargo por um curto período de seis meses, neste tempo coube-lhe instalar a então criada Procuradoria-Geral Federal, providenciando a nomeação dos seus primeiros dirigentes e instalando as suas primeiras regionais, ainda na sua gestão procedeu-se à fusão das carreiras de Assistentes Jurídicos e de Advogados da União numa única carreira.
Em janeiro de 2003, com o início do governo Lula, foi nomeado Álvaro Augusto Ribeiro Costa, também oriundo do Ministério Público Federal, para assumir o cargo. A maior contribuição da gestão de Álvaro Ribeiro Costa para as carreiras da AGU foi a aprovação de lei que implantou a remuneração por subsídio, conforme previsto na Constituição, o que significou a extinção dos vencimentos básicos atrelados de gratificações e outras vantagens, para se instituir uma remuneração em parcela única, a exemplo do que ocorre com os membros do Poder Judiciário e do Ministério Público. Também foi em sua gestão que se criou na AGU a Câmara de Conciliação e Arbitragem, para solução administrativa de controvérsias entre órgãos e entidades do Governo Federal, sem que tais assuntos fossem levados à justiça.
Já no segundo mandato de Lula, o Advogado-Geral da União foi José Antônio Dias Toffoli, oriundo da advocacia privada e nomeado em março de 2007. No primeiro mandato de Lula, Toffoli foi o Subchefe de Assuntos Jurídicos da Casa Civil, tendo deixado o cargo quando da saída de José Dirceu da Casa Civil. A maior meta da gestão Toffoli foi a aprovação de uma nova lei orgânica para a Advocacia da União, em substituição à atual Lei Complementar nº 73, de 1993, considerada lacunosa pelos membros de carreira. Essa meta, porém, ainda não foi atingida. Sob sua gestão ocorreram a efetiva implementação e funcionamento da Câmara de Conciliação e Arbitragem.
Com a nomeação de Toffoli para o STF, em outubro de 2009, o cargo de Advogado-Geral da União passou a ser ocupado por Luís Inácio Lucena Adams, membro da carreira de Procurador da Fazenda Nacional. Escolhido ainda durante o segundo mandato de Lula, Adams permaneceu no cargo com o início do mandato de Dilma Roussef.
Também já ocupou o referido cargo Grace Mendonça, a primeira mulher a chefiar a AGU, nomeada pelo então presidente Michel Temer, tendo exercido o cargo de 2016 a 2019.
Durante o governo do presidente Jair Bolsonaro, o cargo foi ocupado pelo atual ministro do STF, André Mendonça, no período de 2019 a 2021, e pelos juristas José Levi (2020) e Bruno Bianco Leal (de 2021 a 2022).

## Estrutura orgânica
Nos termos do art. 2º da Lei Complementar nº 73, de 10 de fevereiro de 1993, a Advocacia-Geral da União é composta por:
- Procuradoria-Geral da União (PGU) atua exclusivamente na representação judicial da Administração Direta da União;
- Consultoria-Geral da União (CGU) compete apenas as atividades de consultoria e assessoramento jurídico de órgãos do Poder Executivo federal, sendo composta pelas Consultorias Jurídicas dos Ministérios, em Brasília, e pelas Consultorias Jurídicas nos Estados;
- Procuradoria-Geral da Fazenda Nacional (PGFN) atua na representação judicial da administração direta federal nas causas de natureza tributária, na consultoria aos órgãos do Ministério da Fazenda, e na administração e cobrança da Dívida Ativa da União, inclusive em execuções fiscais e feitos conexos;

Posteriormente, a Lei nº 10.480, de 2 de julho de 2002, criou a Procuradoria-Geral Federal, para a representação de autarquias e fundações públicas federais, à exceção do Banco Central do Brasil. Por outro lado, a Procuradoria-Geral do Banco Central possui previsão meramente infralegal, constando do Regimento Interno do Banco Central do Brasil (art. 4º, II, '2', da Portaria nº 84.827/2015 BACEN). O art. 17 da Lei Complementar nº 73/93 previu que todas os órgãos jurídicos autárquicos e fundacionais seriam vinculados à Advocacia-Geral da União, de sorte que tanto a PGF quanto a PGBC estão sujeitas ao seu controle e fiscalização:
- Procuradoria-Geral Federal (PGF) exerce a representação judicial e extrajudicial de 159 autarquias e fundações públicas federais (tais como o IBAMA, ICmbio, INCRA, INSS, FUNAI, INMETRO, INPI, IPEA, Agências Reguladoras e instituições federais de ensino), bem como as respectivas atividades de consultoria e assessoramento jurídicos e, ainda, a apuração da liquidez e certeza dos créditos, de qualquer natureza, destas entidades. Por força de delegação, a PGF representa a União nos processos da Justiça do Trabalho relacionados com a cobrança de contribuições previdenciárias, de imposto de renda retido na fonte e de multas impostas aos empregadores pelos órgãos de fiscalização das relações do trabalho;
- Procuradoria-Geral do Banco Central (PGBC) atua nas atividades de contencioso e consultoria referentes ao Banco Central.

As Procuradorias-Gerais são compostas por Procuradorias Regionais, que, por sua vez, se subdividem em Procuradorias Estaduais e Procuradorias Seccionais. A Procuradoria-Geral Federal, especificamente, também conta com procuradorias especializadas em determinadas matérias, que tem atuação semelhante as das Consultorias Jurídicas dos Ministérios.
Importante mencionar que compete à Secretaria-Geral de Contencioso, que é órgão de direção da AGU, entre outras atividades, assistir o Advogado-Geral da União na representação judicial da União, no Supremo Tribunal Federal, no que se refere aos processos de controle concentrado, difuso de constitucionalidade e de competência originária, exceto nos processos de competência da Procuradoria-Geral da Fazenda Nacional.
Além dos órgãos da estrutura finalística, a AGU ainda conta com a Escola da Advocacia-Geral da União, que promove ações de capacitação de membros e servidores, com a Corregedoria-Geral da Advocacia da União, que fiscaliza a atuação de seus membros do ponto de vista disciplinar, e a Secretaria-Geral, que cuida da questões administrativas.
Os órgãos da AGU se encontram presentes em todas as capitais de Estado e nas cidades mais importantes do interior do país.
Mesmo sem relação com a representação de pessoas jurídicas de direito público, foi proposto o Projeto de Lei do Senado nº 695, de 2011, pelo Senador Gim Argello, que trazia diretrizes para a criação e estruturação da Carreira de Procurador de Empresa Pública Federal, constituída por empregados públicos. Este quadro de empregados públicos estaria sujeito à orientação técnica da AGU. Tal projeto, entretanto, foi rejeitado por razões de inconstitucionalidade declinada em parecer do relator do projeto no âmbito da Comissão de Constituição, Justiça e Cidadania, em 2014, bem como reconhecida a inconstitucionalidade da proposta no Parecer nº 010/2013/JCBM/CGU/AGU, por parte da Advocacia-Geral da União.

## Atribuições
O Brasil adotou um sistema independente, no qual as atribuições da Advocacia Pública decorrem do chamado ministério público lato sensu, incluindo a defesa de interesses difusos e a proteção do patrimônio público.
É enxergada, por alguns autores, como um marco divisório limitativo dos interesses políticos dentro da Administração Pública, ou, ainda, a função responsável por impor os limites entre o Governo (temporário e movido por ideologias partidárias) e o Estado (entidade permanente e regida pelo Direito). Assim é que cabe aos procuradores públicos a proteção do Estado contra terceiros e contra o próprio Governo, não permitindo que questões políticas tragam gravames ilícitos ao Estado.
Neste sentido, são algumas de suas atribuições, dentre outras que a lei estabelecer:
- a fiscalização jurídica dos atos, contratos e do regular funcionamento do Estado, cabendo a ela a responsabilização civil e administrativa dos agentes públicos que violarem as leis e a Constituição;
- a representação jurídica dos três poderes do Estado e da República perante órgãos nacionais ou internacionais, inclusive conselhos e Assembleias de empresas estatais;
- a promoção de ações de improbidade administrativa em face de agentes públicos ou terceiros que atentarem contra a integridade do patrimônio público;
- a promoção da ação civil pública em defesa do patrimônio público e do meio ambiente;
- o controle interno atividade financeira do Estado;
- exercer o controle da dívida pública, das operações de crédito, avais e garantias, bem como dos direitos e haveres do Estado;
- o combate à corrupção no setor público;
- a repressão à lavagem de dinheiro, ao truste, à evasão de divisas e à sonegação;
- a consultoria jurídica de todos os órgãos integrantes do Poder Executivo e autarquias;
- a responsabilidade pela defesa da dívida ativa de natura fiscal, realizando sua cobrança judicial e extrajudicial, bem como defendendo o Estado em causas relativas a exações tributárias e não tributárias.

## Membros
Os integrantes das carreiras jurídicas ligadas à Advocacia-Geral da União são: Advogados da União e Procuradores da Fazenda Nacional (estes membros diretos da Advocacia-Geral da União, na forma da Lei Complementar nº 73/1993), Procuradores Federais e do Banco Central (Medida Provisória nº 2.229-43/2001 e Lei nº 9.650/1998, estes últimos membros dos órgãos vinculados à AGU).
Os cargos de Procurador da Fazenda Nacional, de Advogado da União, de Procurador Federal e do Banco Central são acessíveis mediante concurso público de provas e títulos, com a participação da Ordem dos Advogados do Brasil em todas as fases, exigindo-se do bacharel em direito, no mínimo, 2 (dois) anos de atividade jurídica e obedecendo-se, nas nomeações, à ordem de classificação. As carreiras são divididas em três categorias: 2ª Categoria (inicial), 1ª Categoria (intermediária) e Categoria Especial (final), conforme os arts. 20 da Lei Complementar nº 73, de 10 de fevereiro de 1993, e art. 31 da Lei nº 12.269, de 21 de junho de 2010.
A remuneração dos membros da Advocacia-Geral da União e seus órgãos vinculados é instituída, pela lei, em duas parcelas cumulativas: uma por subsídio, oriunda dos cofres públicos; e outra por honorários advocatícios, advinda da sucumbência nas causas judiciais em que forem parte a União, as autarquias e as fundações públicas federais. Quanto ao subsídio, a Lei nº 13.327, de 29 de julho de 2016, fixou-o em R$ 27.303,70 para a Categoria Especial, R$ 24.146,60 para a 1ª Categoria e R$ 21.014,49 para a 2ª Categoria. Os honorários, por sua vez, são acrescidos ao valor do subsídio e percebidos em quantias relativamente variáveis, sendo pagos aos membros de forma progressiva e crescente, nos três primeiros anos de carreira.
Dentre outras, são prerrogativas dos membros da Advocacia-Geral da União e seus órgãos vinculados:
- requisitar às autoridades policiais auxílio para sua própria proteção e para a proteção de testemunhas, de patrimônio e de instalações federais;
- ter o mesmo tratamento reservado aos membros de poderes e demais titulares dos cargos das funções essenciais à justiça;
- somente ser preso em flagrante por crime inafiançável, caso em que a autoridade policial lavrará o auto respectivo e fará imediata comunicação ao juízo competente e ao Advogado-Geral da União, sob pena de nulidade;
- comunicação imediata ao Advogado-Geral da União de indícios de prática de infração penal;
- ser recolhido a prisão especial ou a sala especial de Estado Maior, com direito a privacidade;
- ser recolhido em dependência separada em estabelecimento de cumprimento de pena após sentença condenatória transitada em julgado;
- não ser preso ou responsabilizado pelo descumprimento de determinação judicial no exercício de suas funções;
- ter ingresso e trânsito livres, em razão de serviço, em qualquer recinto ou órgão público, sendo-lhe exigida somente a apresentação da carteira de identidade funcional;
- exercer a advocacia institucional em processo judicial ou administrativo, em qualquer localidade ou unidade da Federação;
- usar as insígnias privativas do cargo;
- ter suas faltas apuradas exclusivamente pelos respectivos órgãos correicionais ou disciplinares da Advocacia-Geral da União;
- receber intimação pessoalmente, mediante carga ou remessa dos autos, em qualquer processo e grau de jurisdição, nos feitos em que tiver que oficiar, admitido o encaminhamento eletrônico na forma de lei;
- ser ouvido, como testemunha, em dia, hora e local previamente ajustados com o magistrado ou a autoridade competente.[14]